# Венда (народ)

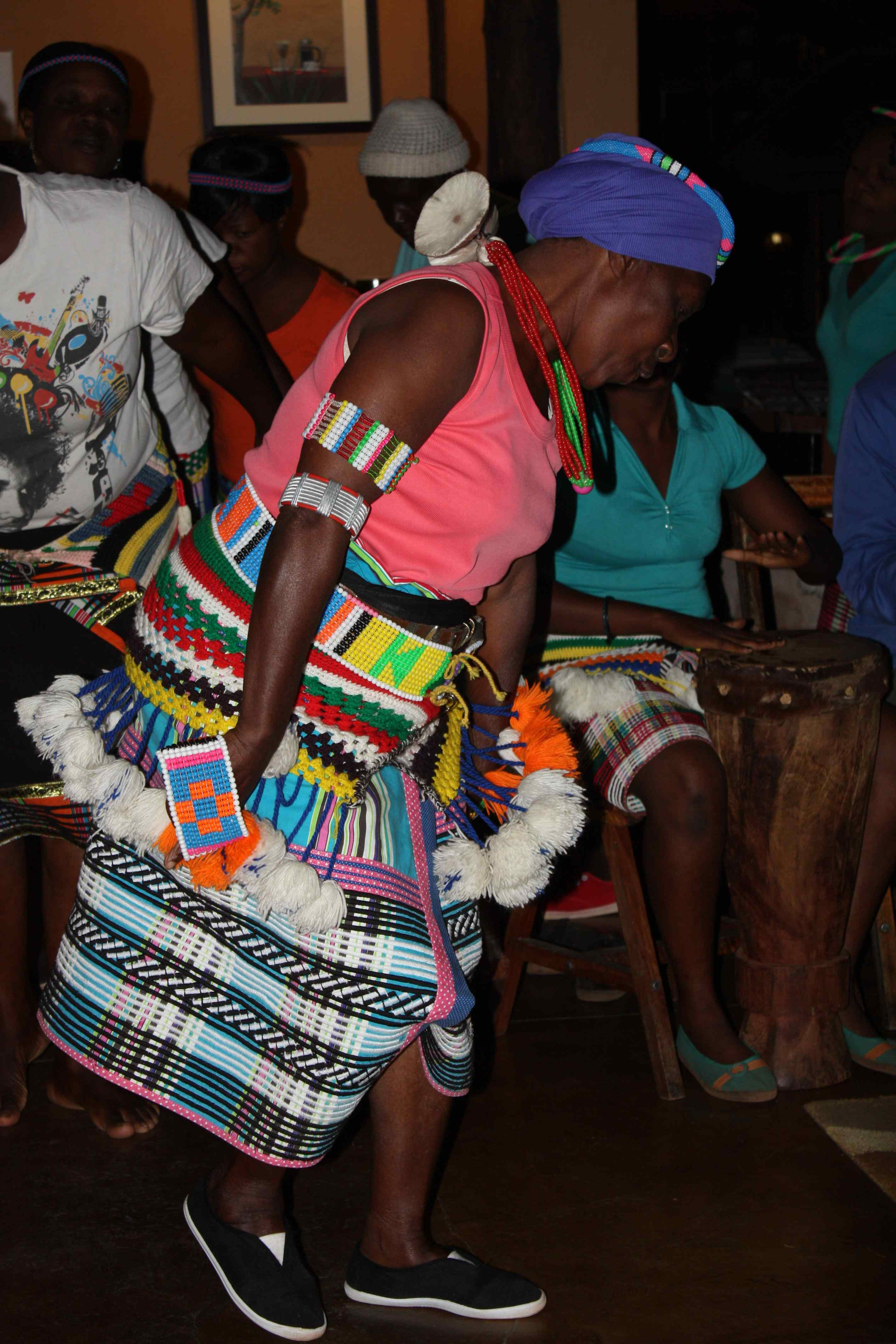
Танці у традиційному одязі

Венда (ВхаВенда або Вхангона) — південноафриканський народ банту, який проживає переважно поблизу південноафриканського кордону з Зімбабве.

## Історія
Історія венда починається з Королівства Мапунгубве (IX століття), де король Ширіяденга був першим королем Венда і Мапунгубве. Королівство Мапунгубве простягалося від Сутпансберга на півдні, через річку Лімпопо до Матопоса на півночі. З 1240 року Королівство занепало, і влада перейшла на північ до Великого Королівства Зімбабве. Першим поселенням вендів у Саутпансберзі було поселення легендарного вождя Тхохо-я-Ндоу (Голова слона). Його королівський крааль називався Дзата; його залишки оголошені національною пам'яткою. Колекція Мапунгубве — це музейна колекція артефактів, знайдених на місці археологічних розкопок, яка зберігається в Музеї Мапунгубве в Преторії. Народ венда має спільні предки з народом лобеду та народом каланга. Вони також пов'язані з народами сото-тсвана та групами шона. Усі ці племена входили до Вендського царства.
Сучасними вендами є вхангони, такалані (унгані), масінго та інші. Вхангони є корінними жителями Венди, їх також називають Вонгвані вапо; тоді як Масінго та інші вихідці з Центральної Африки та Східно-Африканського рифту, мігруючи через річку Лімпопо під час експансії банту, люди венда походять із Центральної та Східної Африки, як і інші південноафриканські племена.

### Клани
Венда нині є нащадками багатьох різнорідних груп і кланів.

### Райони
Відповідно до однієї з версій усної історії Вангони, столицею Вангони було Мапунгубве з королівським домом Рапхулу як найвищим королівським домом Вангони. Згідно з цією версією, королівство Вангона мало приблизно 145 вождів і короля (Тховхеле). Королівство було поділено на сім округів.
У кожному окрузі були вожді (Хосі), які платили данину Махосі Махулу (Верховні вожді), потім були старости (Вха Мусанда), а потім маленькі старости (Вхакома). Ця традиція стверджує, що одним із королів Вхангони був король Ширіяденга, чий королівський крааль був у Мапунгубве.
Інша версія історії вхангони заперечує, що Вангона колись була об'єднана під одним вождем або королем. У ній говориться, що Вангона мала різні незалежні вождівства і що вождем вхангони в долині Нжелеле був Тшидзівелеле з клану Мудау.

### Мапунгубве
Мапунгубве був центром королівства, у якому проживало близько 5000 людей. Як торгівельний центр Мапунгубве існував від 1030 до 1290 року нашої ери. Люди, що проживали в Мапунгубве, виробляли та витаптували мідь, залізо та золото, ткали бавовну, виготовляли скло та кераміку, займалися вирощуванням проса та сорго, а також пасли велику рогату худобу, кіз та овець.
Люди Мапунгубве мали глибокі знання про зірки, а астрономія відігравала важливу роль не лише в їхніх традиціях і культурі, але й у їхньому повсякденному житті. Мапунгубве торгував зі стародавньою Ефіопією через порти Адуліс на Червоному морі та порти Рафта (нині Келімані) і Зафара (нині Софала) у Мозамбіку.
Мапунгубве передує поселенням у Великому Зімбабве, Туламела та Дзата. Вважається, що люди виїхали з Мапунгубве до Великого Зімбабве, оскільки вважалося, що Великий Зімбабве має кращий клімат.

### Вендський королівський будинок
Венда була визнана традиційним королівським домом у 2010 році, а Тоні Мфепху Рамабулана виконує обов'язки короля з 2012 року. У вересні 2016 року принцеса Масінді Мфепху, донька Тшімангадзі Мфепху (вождя Венди в 1993—1997 роках), кинула виклик своєму дядькові Рамабулані на трон. Вона стверджувала, що її не вважали кандидатом через її стать.
14 грудня 2016 року вона спочатку програла цю битву в суді, коли Високий суд Тхохояндоу відхилив справу. Однак у травні 2019 року Верховний апеляційний суд скасував рішення Високого суду Тхойояндоу та визнав, що призначення Тоні Мфепху-Рамабулани королем нації Венда було незаконним. Відтоді Рамубулана оскаржив це рішення, і станом на липень 2020 року справа була на розгляді Конституційного суду Південної Африки.

## Мусангве
Мусангве — традиція венда кулачного бою. Мусангве — це вид спорту, розроблений не лише для розваги, а й для завоювання поваги серед однолітків. Вхавенда ніколи не допускав насильства та бійок, але в цьому виді спорту ви можете кинути виклик людині, яку ви вважали неповагою до себе, і правило таке: якщо вас викликають на бій, ви маєте битися, інакше будуть наслідки, такі як штраф або навіть побиття старшими. Переможці цього виду спорту часто отримували будь-яку винагороду, яку Хосі (вождь) або Вхамусанда (голова) вважали за потрібне. Поєдинки не мають обмеження за часом і закінчуються лише тоді, коли один боєць визнає поразку. Жоден медичний персонал не готовий допомогти постраждалим під час шквалу ударів бійців, лише сільські старости пильнують, щоб уберегтися від необережності, як-от укуси. Важливо, що азартні ігри на результат боїв заборонені, і переможці не забирають нічого, крім почуття гордості за те, що представляють своє село чи родину.